# Volkswagen Fox (Norte América)
Para el Volkswagen Fox brasileño, véase Volkswagen Fox.

## Gol/Voyage en Norteamérica (1987-1993)
El brasileño Volkswagen Gol sí se vendió en Norteamérica, pero como Fox. desde 1987 a 1993.

El Fox era una variante del Gol/Gacel/Voyage/Senda fabricado por Volkswagen Brasil y comercializado por Volkswagen en América del Norte como un nivel de entrada subcompacto.

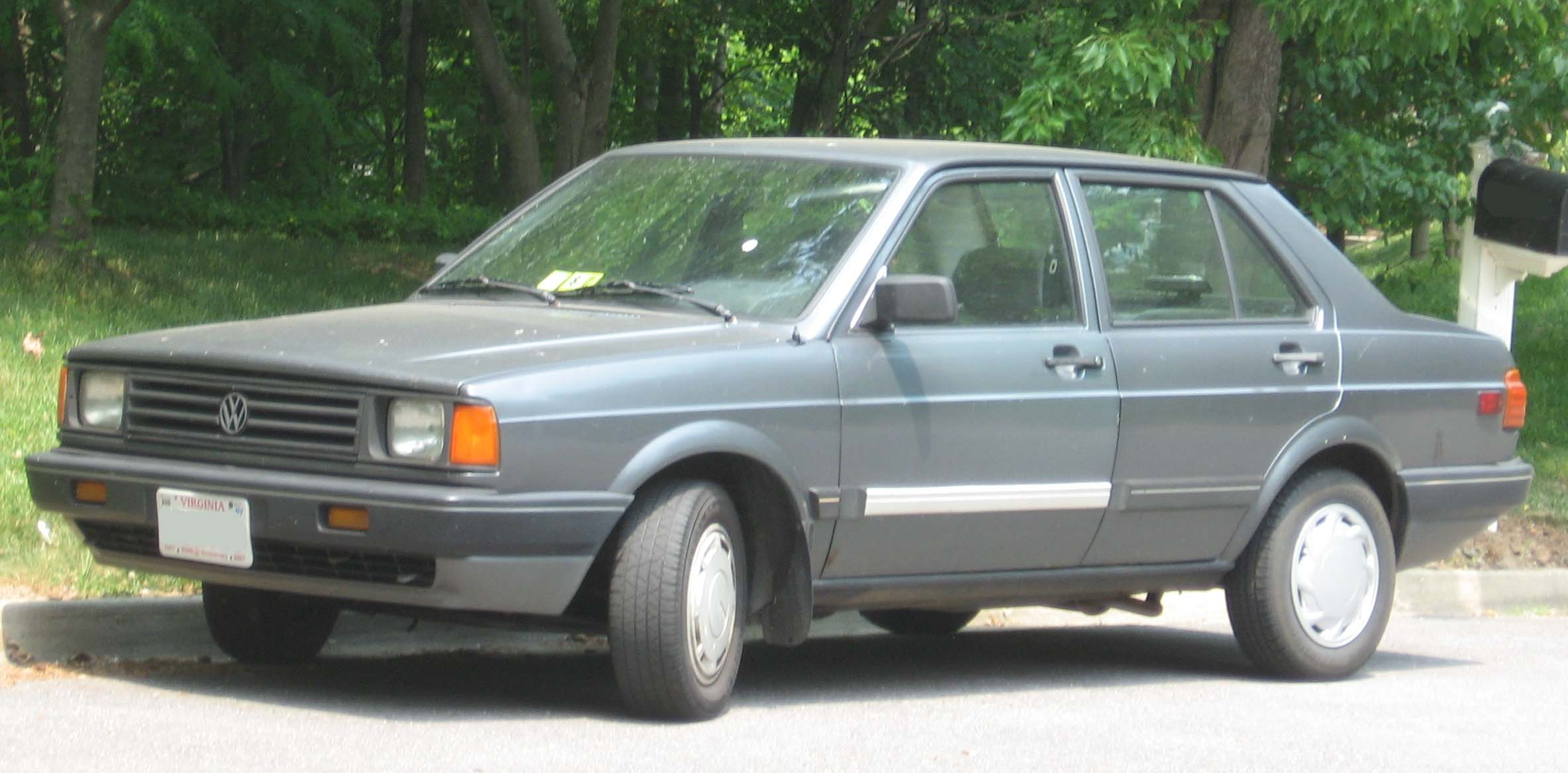
Vista delantera
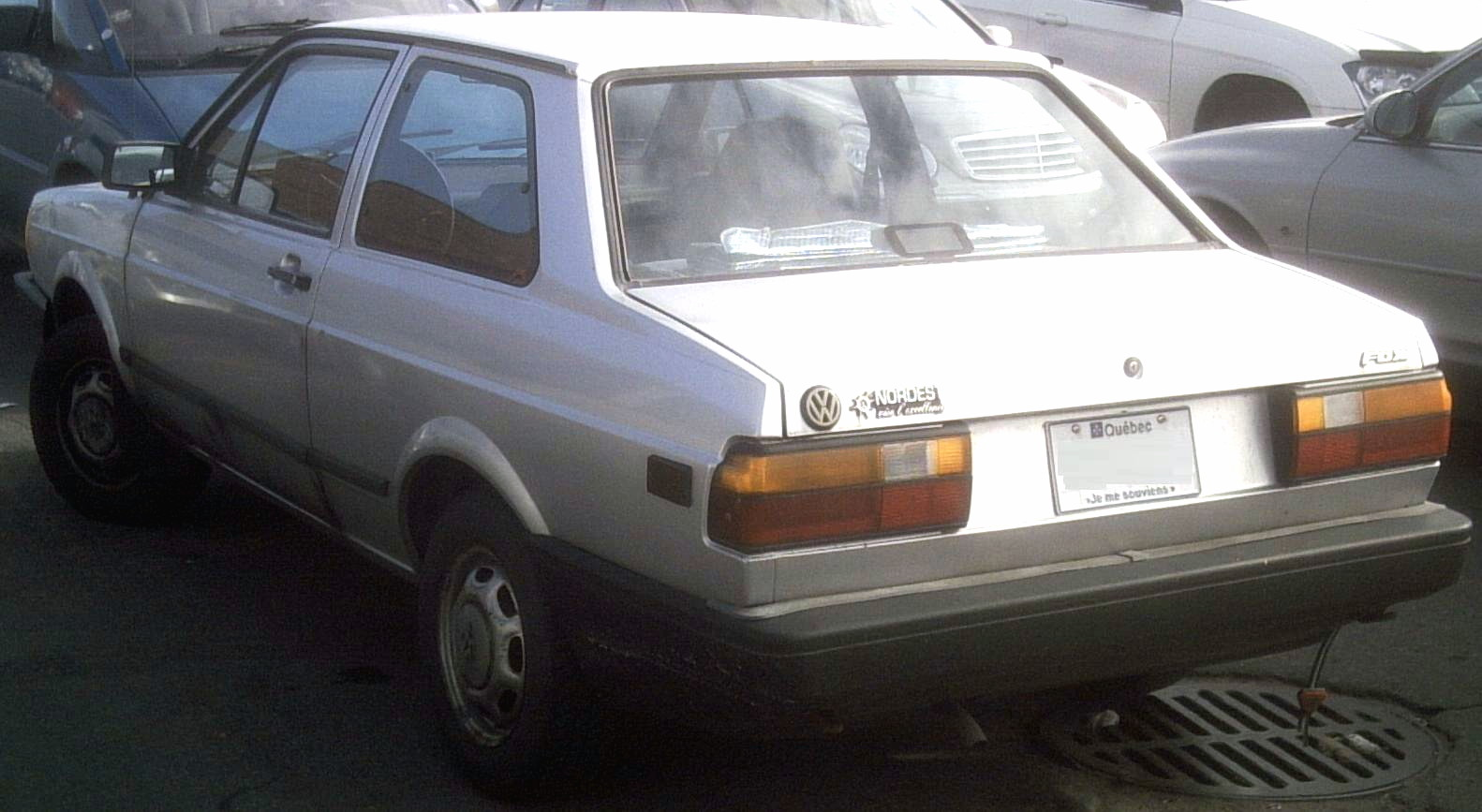
Vista trasera

## Fox brasileño (2003-2021)
Artículo principal: Volkswagen Fox

El Fox volvió pero como sucesor del Volkswagen Lupo, sin tener nada que ver con el Gol o el Voyage (difunto en ese tiempo)

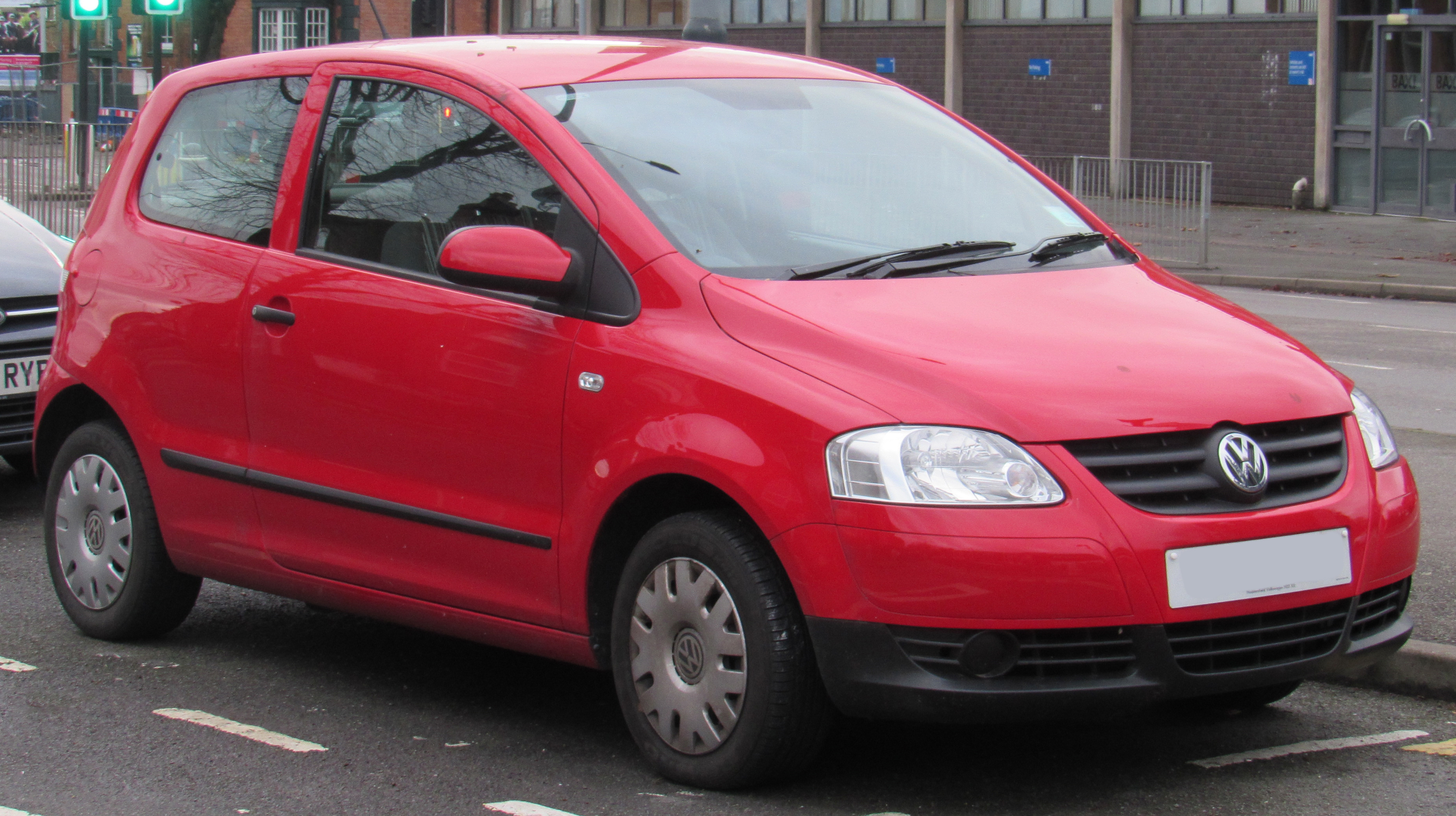
Vista delantera del Fox brasileño
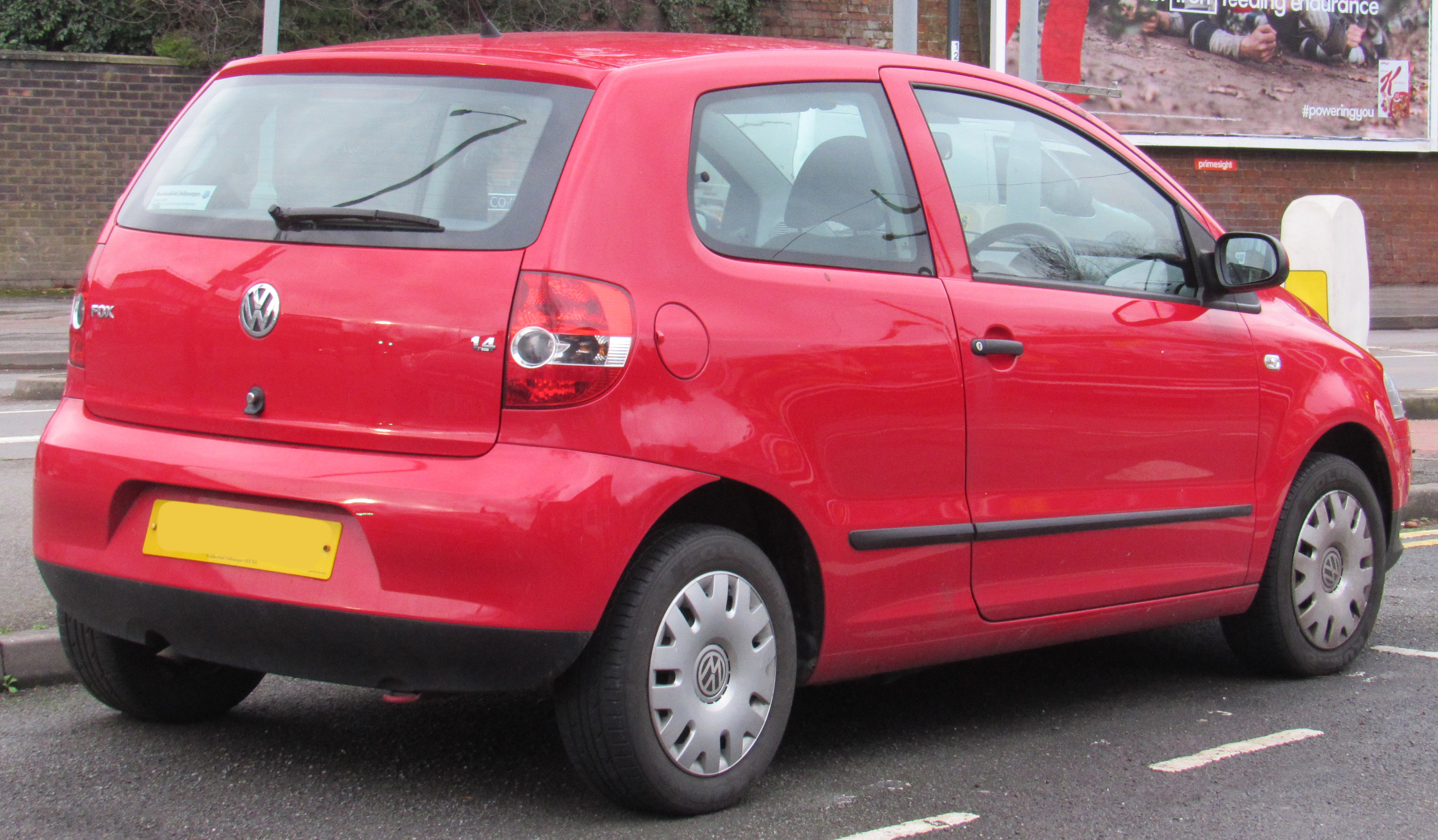
Vista trasera